# Kongsbergia semiornata
Kongsbergia semiornata är en kvalsterart som beskrevs av Herbert Habeeb 1956. Kongsbergia semiornata ingår i släktet Kongsbergia och familjen Aturidae. Inga underarter finns listade i Catalogue of Life.